# Skorvbergstjärnarna, Hälsingland
Skorvbergstjärnarna är en sjö i Hudiksvalls kommun i Hälsingland och ingår i Delångersåns huvudavrinningsområde. Skorvbergstjärnarna är två små sjöar på södra delen av Skorvberget, av vilka denna artikel avser den södra, nedre och något större av de båda. 